# Homopholis walbergii
Homopholis walbergii is een hagedis die behoort tot de gekko's en de familie Gekkonidae.

## Naam en indeling
De wetenschappelijke naam van Homopholis walbergii werd voor het eerst voorgesteld door Charles Hamilton Smith in 1849. Oorspronkelijk werd de wetenschappelijke naam Geko Walbergii gebruikt en later werd de hagedis tot het geslacht Platypholis gerekend. De wetenschappelijke naam werd lange tijd geschreven als wahlbergii in plaats van walbergii. Omdat de naam is afgeleid van de ontdekker van het eerste exemplaar, Johan August Wahlberg (1810 – 1856), is de wetenschappelijke naam later aangepast.

## Uiterlijke kenmerken
De lichaamslengte kan tot meer dan twaalf centimeter bedragen inclusief de staart. De staart is iets korter dan de rest van het lijf. De schubbenhuid is zacht en plooibaar, de schubben later gemakkelijk los wat dient om aan vijanden te ontsnappen. De basiskleur is grijs, over het gehele lichaam zijn kleine, donkere vlekjes aanwezig, die soms samensmelten tot strepen. De iris is oranjegrijs gekleurd, de kop en staart zijn erg dik en stomp. De buik is lichter tot wit van kleur. De tenen dragen zeer grote hechtkussens (lamellae). Het vrouwtje is van een mannetje te onderscheiden doordat deze laatste een dikkere staartwortel heeft en doorgaans groter wordt. De gekko heeft een plomp voorkomen, met name oudere dieren.

## Verspreiding en habitat

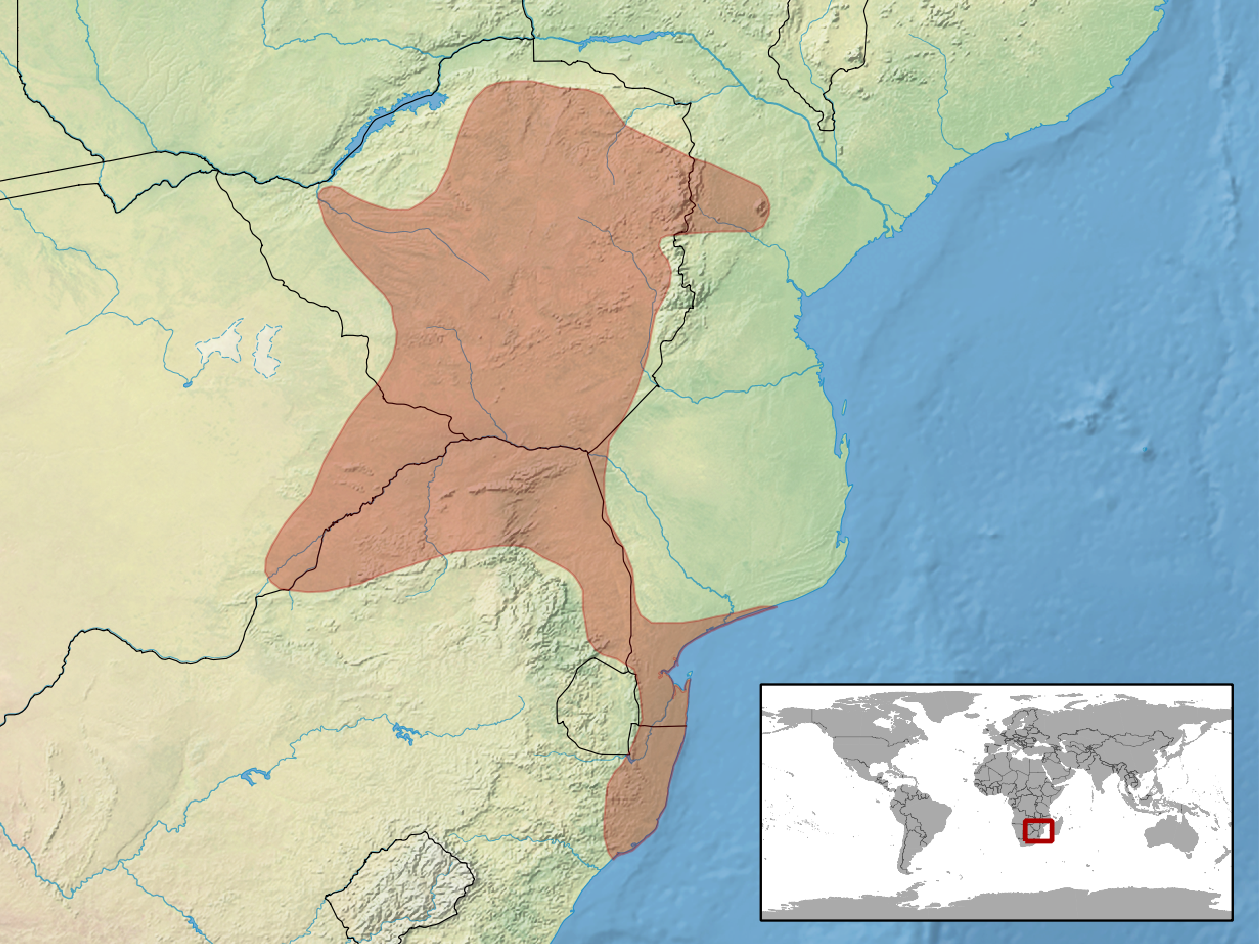
Verspreidingsgebied in het rood.

De soort komt voor in delen van Afrika en leeft in de landen Zuid-Afrika en Mozambique. De habitat bestaat uit droge tropische en subtropische bossen, droge savannen en zowel droge als hoger gelegen tropische en subtropische graslanden.

## Levenswijze
Homopholis walbergii is een typische bewoner van droge gebieden en kan als hij flink gegeten heeft maanden zonder voedsel. Drinken doet deze soort door dauwdruppels op te likken. Het voedsel bestaat uit alles wat hij tijdens de jacht tegenkomt; insecten en andere geleedpotigen maar ook kleine hagedissen worden buitgemaakt. De gekko komt voor streken met een gemiddelde dagtemperatuur van rond de 35 graden en een nachttemperatuur van 20 graden. Ook prefereert deze soort een hogere luchtvochtigheid, van boven de 50%. De soort komt nog algemeen voor en wordt als zeer nuttig gezien omdat de gekko op insecten afkomt die door het licht van de huizen worden aangetrokken. Deze soort klimt veel en zit overdag verscholen in rotsspleten en tussen takken. Het is een nachtactieve soort die tijdens de schemering tevoorschijn komt.

## Beschermingsstatus
Door de internationale natuurbeschermingsorganisatie IUCN is de beschermingsstatus 'veilig' toegewezen (Least Concern of LC).